# Анатолик
Анатолик (греч. Άνατολικόν [θέμα], Anatolikon [Thema], θέμα Άνατολικῶν, thema Anatolikōn) — одна из важнейших византийских фем, родина многих византийских императоров эпохи расцвета империи. Занимала центральное положение на п-ове Малая Азия (современная Турция).
Достигла пика своего хозяйственного развития в VIII веке, после чего сильно пострадала от арабских вторжений. Доминирующей формой хозяйствования в этот период стали крупные скотоводческие хозяйства, чему способствовал климат и рельеф региона. Столица фемы город Аморий несколько раз подвергался разрушению арабами, особенно в 838 году. В ходе налётов сельские регионы фемы опустели, а её столица была перенесена в город Полибот.
В 669 году армия фемы восстала и вынудила императора Константина IV признать своих братьев, Ираклия и Тиберия в качестве его соимператоров. В 714 году местный стратег (stratēgós) Лев Исавр сам провозгласил себя императором (Лев III). В 742 году сын и преемник Льва III, Константин V, нашёл убежище и поддержку в феме против узурпатора Артавазда. В 803 году важную роль здесь играл стратег Вардан Туркос, по-видимому из поселённых здесь ранних волн христианизированных тюрок. Последний раз упоминается как византийская фема в 1077 году, когда местный престарелый стратег Никифор Вотаниат объявил себя императором Византии (правил до 1081).
Депопуляция фемы в ходе арабских налётов облегчила её захват турками, которые, в отличие от арабов, начали здесь селиться. К концу XI века на месте фемы возникло сельджукское мусульманское государство Румский султанат. Греческое и армянское население сохранилось, но оно было постепенно оттеснено на обочину культурной и политической жизни региона.
В 1090—1190 годах Византии с помощью крестоносцев удавалось временно вернуть частичный контроль над периферийными регионами фемы и даже временно захватить Конью (на 5 дней). Однако в ходе этих реваншей византийская армия занималась в основном эвакуацией оставшихся христиан из спорных с мусульманами территорий в Ионию и Вифинию, что в конечном счете ещё больше ослабило власть византийцев в Анатолии.